# Dicranomyia (Dicranomyia) fragilis
Dicranomyia (Dicranomyia) fragilis is een tweevleugelige uit de familie steltmuggen (Limoniidae). De soort komt voor in het Australaziatisch gebied.